# The New Humanitarian
IRIN (em inglês: Integrated Regional Information Networks; em português, 'Rede Integrada de Informações Regionais') é uma agência de notícias dedicada a assuntos humanitários, financiada por diferentes países e organizações internacionais.
Fundada em 1995, a IRIN funciona como uma agência de notícias, cujas reportagens podem ser reproduzidas de forma não comercial. A agência cobre principalmente eventos relacionados com crises humanitárias de alimentação, saúde e instabilidade política. Costuma produzir reportagens, análises, entrevistas e boletins diários por país. Até 1º de janeiro de 2015, IRIN era um  projeto do Escritório das Nações Unidas para a Coordenação de Assuntos Humanitários (OCHA), administrado pelo  Escritório das Nações Unidas para a Coordenação de Assuntos Humanitários.. Em 2015, a entidade deixou as Nações Unidas, passando a operar como organização independente, sem fins lucrativos.

## Origem e desenvolvimento
A IRIN foi criada em 1995, quando a eclosão da crise de refugiados dos Grandes Lagos, resultante do  Genocídio em Ruanda  (1994), sobrecarregou os sistemas de informação administrados pelas organizações de ajuda humanitária.  Atualmente, a agência opera através de uma rede constituída por cerca de 200 correspondentes  locais  e cobre mais de 70 países, contando com escritórios regionais em Nairóbi, Johannesburg, Dakar, Dubai e Bangkok, além dos escritórios de ligação em Nova York e Genebra. 
Tem como objetivo declarado "fortalecer o acesso universal a informações oportunas, estratégicas e não partidárias, de modo a aumentar a capacidade da comunidade humanitária de compreender, responder e prevenir emergências."

## Doadores
Antes de 2015, principais provedores de fundos da IRIN têm sido agências de ajuda internacional do Canadá, Reino Unido, Alemanha, Irlanda, Japão, Países Baixos, Noruega, Qatar, África do Sul, Suécia e Suíça, além do  Programa das Nações Unidas para o Meio Ambiente (PNUMA) e da International Humanitarian City (IHC), sediada em Dubai.
Atualmente, os principais apoiadores da organização incluem, entre outros: Bill & Melinda Gates Foundation, a Loterie romande (Suíça), Open Society Foundations, New Venture Fund for Communications, Departamento Federal dos Negócios Estrangeiros (Suíça), a Agência Sueca de Cooperação para o Desenvolvimento Internacional, o Departamento de Negócios Estrangeiros e Comércio (Austrália) e o Serviço Público Federal de Relações Exteriores da Bélgica.